# Begonia saxicola
Espèce
Synonymes
- Begonia burle-marxii Brade[1]
- Begonia egleri Brade[1]
- Begonia heloisana Brade[1]
- Begonia pilderifolia C.DC. ex Huber[1]

Begonia saxicola est une espèce de plantes de la famille des Begoniaceae.
L'espèce fait partie de la section Donaldia.
Elle a été décrite en 1859 par Alphonse Pyrame de Candolle (1806-1893).

## Répartition géographique
Cette espèce est originaire du pays suivant : Brésil.